# Drassodes jakkabagensis
Drassodes jakkabagensis är en spindelart som beskrevs av Dmitry Evstratievich Kharitonov 1946. Drassodes jakkabagensis ingår i släktet Drassodes och familjen plattbuksspindlar. Inga underarter finns listade i Catalogue of Life.